# Tu marcheras sur l'eau
Pour les articles homonymes, voir Walk on Water.
Pour plus de détails, voir Fiche technique et Distribution.
Tu marcheras sur l'eau (en anglais Walk on Water, en hébreu ללכת על המים) est un film suédo-israélien réalisé par Eytan Fox et sorti en 2004.

## Synopsis
Eyal est un agent du Mossad, les services secrets israéliens, particulièrement reconnu pour son efficacité lorsqu’il s’agit de tuer les ennemis d'Israël et des juifs. De retour d’une mission, il découvre que sa femme s’est suicidée. Dans sa lettre d’adieu, elle lui dit qu’il tue tout ce qui est autour de lui. Eyal refuse de s'incliner devant la fatalité et attend avec impatience une nouvelle mission d’action. L’agence, au contraire, décide qu'il aurait besoin d’un suivi psychologique et d’une mission plus calme : trouver un vieux criminel de guerre nazi caché en Argentine et le tuer avant qu'il ne décède de mort naturelle.
La principale piste pour trouver le vieillard passe par ses deux petits-enfants, Axel et Pia. Pia a quitté sa famille pour s’installer dans un kibboutz, une communauté israélienne. Son frère Axel vient lui rendre visite, dans le but notamment de la convaincre de rentrer en Allemagne pour les 70 ans de leur père, avec qui elle semble brouillée. Eyal devra se faire passer pour un guide touristique personnel embauché par Axel, afin de gagner des confidences ou épier des conversations entre le frère et la sœur. Eyal n’est absolument pas motivé par cette mission mais doit l’accepter malgré tout, d’autant plus que ses parents étaient nés en Allemagne et qu’il parle parfaitement cette langue, ce qu'il va par contre dissimuler à Axel et à Pia.
Eyal passe ses journées à faire visiter le pays à Axel : mer Morte, lac de Tibériade (appelé aussi mer de Galilée), Jérusalem, etc. Au cours de ces voyages, Eyal est confronté à la personnalité d’Axel : il l’irrite autant qu’il le trouve sympathique. Axel est en effet jovial, ouvert, curieux, intéressant… mais agace le macho qu’est Eyal par certaines positions : volonté de comprendre les Palestiniens, sensibilité, pacifisme, etc.
L’enquête avance peu : les conversations entre le frère et la sœur, surprises grâce à un micro caché, ne révèlent aucun indice.
Un soir, tous les trois sortent en ville, à Tel Aviv. Au restaurant, Axel parle en privé à un serveur d’origine palestinienne, Rafik, pour avoir le nom de la meilleure boîte de nuit en ville… qui se trouve être une boîte gay. Eyal est d’abord surpris, puis gêné, finalement très énervé lorsqu’il aperçoit Axel danser avec Rafik de manière non équivoque. Il part brusquement, laissant Pia un peu déçue. Le lendemain, Eyal vient chercher Axel et Pia à leur hôtel pour une visite de Jérusalem… à laquelle se joint Rafik, qui a passé la nuit avec Axel. C’en est trop pour Eyal ! Son homophobie et sa haine des Palestiniens éclatent au grand jour : pour une broutille, il fait une scène à Axel et Rafik dans le souk de la partie arabe de la ville. Le retour en voiture se fait dans un silence tendu. Le voyage d’Axel touche à sa fin : celui-ci repart pour Berlin. Eyal le laisse à l’aéroport de manière assez froide.
Eyal s’est plaint régulièrement de cette mission à son supérieur au Mossad, voulant à tout prix l’abandonner. Il refuse même d’écouter l’enregistrement des conversations du dernier soir à l’appartement de Pia. Or, son chef les écoute : Pia y révèle à son frère que, si elle a coupé les ponts avec ses parents, c’est parce qu’elle a découvert un jour qu’ils étaient en contact avec le grand-père nazi et qu’ils l’aidaient à se cacher. Axel, qui a toujours cru son grand-père mort et enterré, est abasourdi.
Cette information brûlante impose à Eyal de partir pour Berlin pour y poursuivre ses recherches. Sur place, il retrouve Axel et lui présente ses excuses pour son attitude. Axel lui fait découvrir sa vie, sa culture, sa ville et Eyal s’ouvre petit à petit. Un soir, Eyal et Axel sont pris à partie par des voyous dans le métro de Berlin. Une bagarre s'ensuit. Eyal fait fuir les agresseurs en sortant son arme de service et en proférant des injures en allemand, à la stupéfaction d'Axel qui ignorait qu'Eyal parlait cette langue. Cet événement va rapprocher encore un peu les deux hommes. 
L’anniversaire du père d’Axel et Pia va enfin avoir lieu. Axel propose à Eyal de venir à la fête. Chemin faisant, sur une aire d’autoroute, Eyal voit son chef des services secrets, venu lui intimer l’ordre d’abattre au plus vite le criminel nazi dès qu’il l’aura trouvé. Or, pendant la soirée, le grand-père arrive par surprise comme cadeau d’anniversaire pour son fils. Axel est écœuré et ne cache pas son mécontentement à sa mère. Eyal, lui, est parti discrètement retrouver son chef, qui lui donne une seringue empoisonnée. Il revient au milieu de la nuit et s’apprête à achever le grand-père mais y renonce au dernier moment. Axel, qui entre-temps a tout compris après avoir regardé dans les affaires d’Eyal, entre dans la chambre du grand-père lorsqu’Eyal se retire. C’est finalement lui qui débranche le respirateur de son propre grand-père (geste symbole de la rupture des jeunes Allemands par rapport à leur passé). Dans sa chambre, Eyal s’ouvre complètement à Axel, lui explique le suicide de sa femme et son motif, qu’il ne peut plus tuer. Pour la première fois, il craque et pleure, libérant enfin sa souffrance.
Le film se termine quelques années plus tard. On y découvre Eyal marié en Israël avec Pia. Ils ont un enfant. Eyal écrit un courriel à Axel où l’on comprend que leur relation est très profonde et les a marqués durablement. On comprend également qu’Axel a un fiancé allemand, Andreas. Jusqu’alors, il disait qu’il ne savait pas pourquoi mais il n’était jamais sorti avec un de ses compatriotes : il a donc « tué le père » et digéré le passé de son pays. Eyal, lui, est devenu plus humain et sensible. La dernière image est celle d’Axel et lui marchant sur l’eau de la Mer de Galilée, selon le rêve qu’a fait Eyal : ils se sentent libres et unis.

## Fiche technique
- Titre : Tu marcheras sur l'eau
- Titre anglophone : Walk on Water
- Titre hébreu : ללכת על המים
- Réalisateur : Eytan Fox
- Scénario : Gal Uchovsky
- Musique : Ivri Lider
- Photographie : Tobias Hochstein
- Montage : Yosef Grunfeld
- Production : Amir Harel
- Sociétés de distribution : Samuel Goldwyn Films LLC (États-Unis)
- Pays d'origine :  Israël |  Suède
- Langues : anglais, allemand, hébreu, italien, turc, arabe[1].
- Dates de sortie :
  - 18 mars 2004 ( Israël)
  - 5 janvier 2005 ( France)
  - 4 mars 2005 ( États-Unis)

## Distribution
- Lior Ashkenazi : Eyal, agent du Mossad
- Knut Berger : Axel Himmelman, un jeune Allemand
- Caroline Peters : Pia Himmelman, la sœur d'Axel
- Gideon Shemer : Menachem, parton d'Eyal
- Yousef “Joe” Sweid : Rafik, un jeune Palestinien
- Imad Jabarin : L'oncle de Rafik

## Commentaires
Pia et Axel représentent le peuple allemand dans son ensemble et son besoin de dépasser, ou du moins assimiler, l’héritage laissé par l’histoire du pays au XXe siècle.
De même, le personnage d’Eyal, par son évolution au long du film, peut représenter l’attitude d’un peuple israélien initialement en quête de vengeance qui, finalement, doit faire un travail sur lui-même pour dépasser ce passé. Ceci est particulièrement visible avec :
- le suicide de la femme d’Eyal, symbolisant le côté autodestructeur de la politique israélienne ou, du moins, son rejet de la part d’une partie de la société ;
- la brève tirade de Rafik à Eyal, symbolisant la difficulté du dialogue entre Israël et la Palestine.

La scène finale du rêve, où Eyal et Axel marchent sur l’eau de la Mer de Galilée, de manière un peu maladroite, est éloquente : il reste du travail à faire mais deux êtres (ou deux blocs) que des conditions initiales opposent peuvent, par la tolérance et l’ouverture, les dépasser pour regarder ensemble dans la même direction et aller au-delà de ce que la vie semblait leur réserver.

## Récompenses et distinctions

### Académie du film israélien (2004)

#### Récompenses
- Meilleure musique - Ivri Lider
- Meilleure musique, chanson originale - Ivri Lider
- Meilleur son - Gil Toren (tie)

#### Nominations
- Meilleur film
- Meilleur acteur - Lior Ashkenazi
- Meilleur réalisateur - Eytan Fox
- Meilleur mise en scène - Gal Uchovsky
- Meilleure cinématographie - Tobias Hochstein
- Meilleur montage - Yosef Grunfeld

### César du cinéma français (2006)

#### Nommé
- Meilleur film étranger